# 靳忠 (漢)
靳忠（きん ちゅう）は、中国の前漢時代の人物で、紀元前62年に汾陽侯になった。
靳忠は長安の人で、漢の功臣靳彊の曽孫である。靳彊は汾陽侯に封じられたが、孫の代に列侯から除かれており、靳忠は公乗という低い爵位を持っていた。公乗は二十等爵で与えられる民爵の最上位で、靳忠が庶民か、せいぜい下級の官吏だったことを示す。
元康4年（紀元前62年）に宣帝は、侯でなくなった功臣の子孫を取り立てることとし、詔を下して靳忠の家を復した。子孫も含め、その後のことは知られない。